# Herk-de-Stad

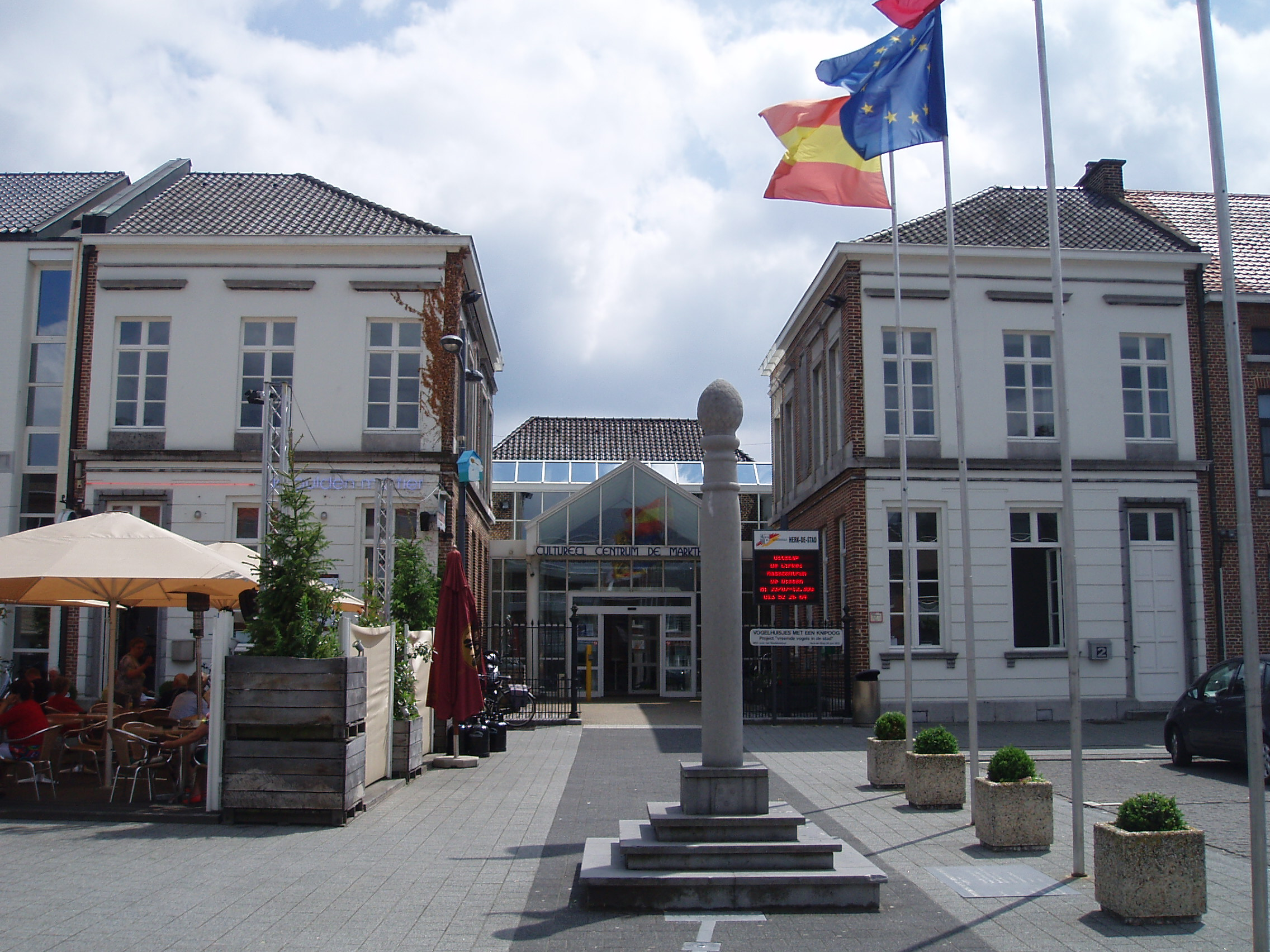
Oud-Gemeentehuis, nu Museum Centrum De Markten

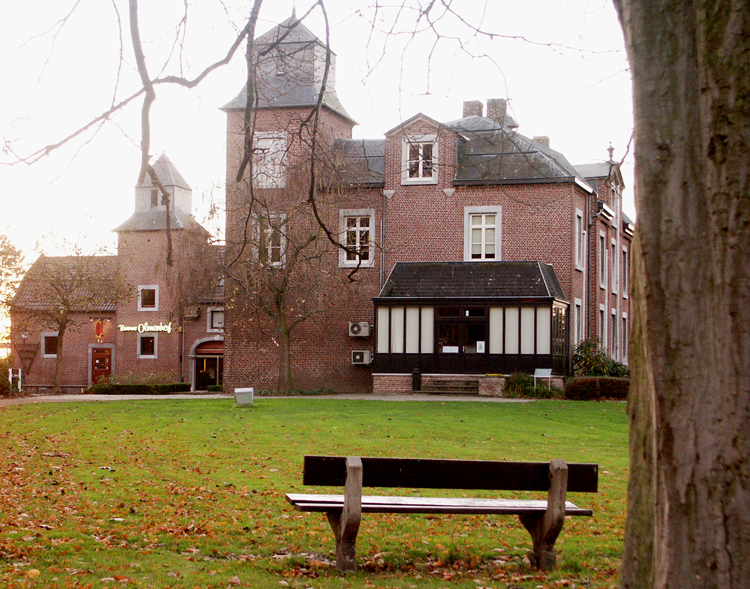
Kasteel de Pierpont

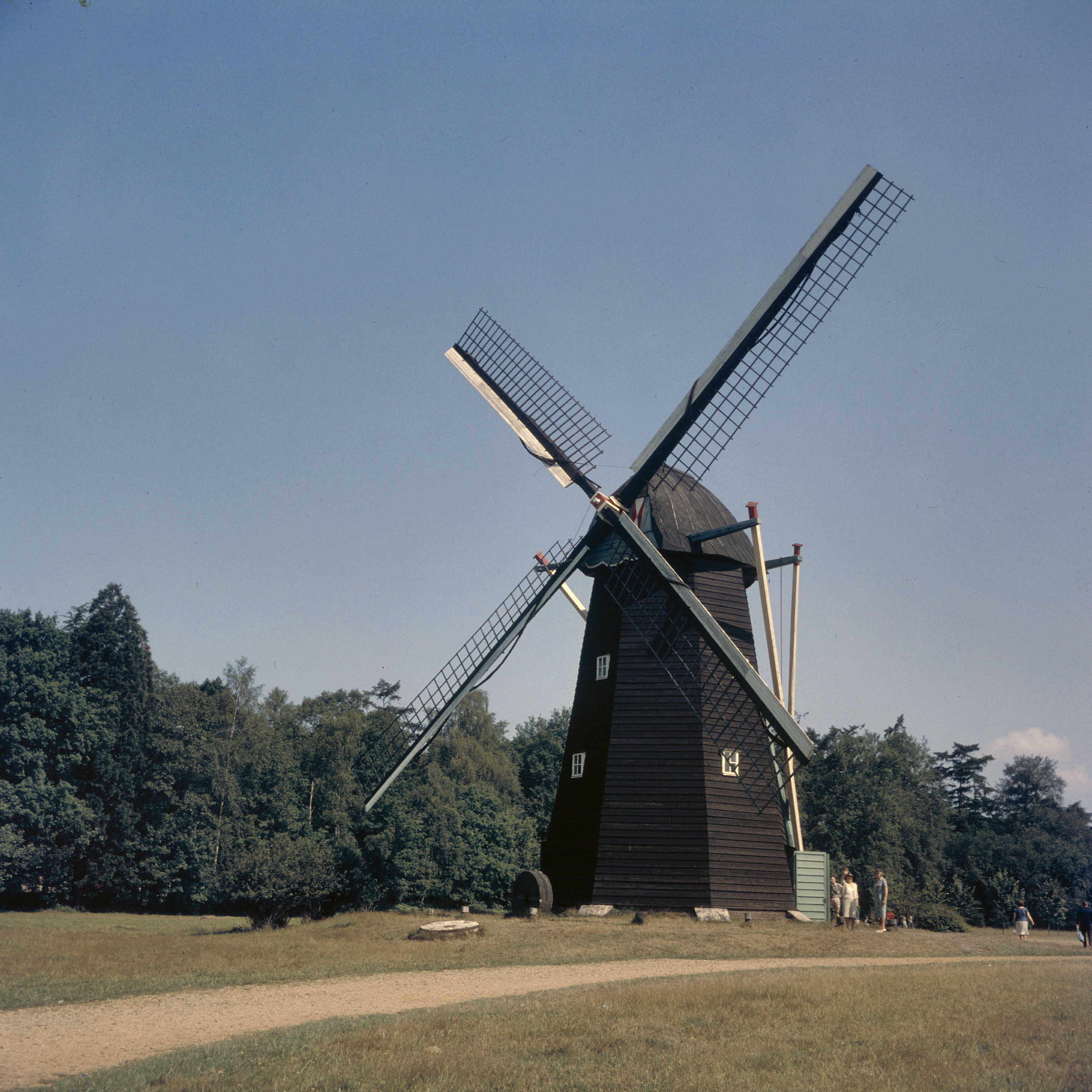
Galgenmolen van Schulen, in 1954 overgebracht naar het Openluchtmuseum te Bokrijk

Herk-de-Stad is een stad in de provincie Limburg in België en is de hoofdplaats van het kieskanton Herk-de-Stad. Daarnaast behoort de stad tot het gerechtelijk kanton Hasselt 2.

## Etymologie
Herk-de-Stad werd voor het eerst vernoemd in 1107, als Harcke (Keltisch: arica is kleine rivier; of Germaans: harc is woud). Vanaf de 13e eeuw tot 1794 werd de plaats Wuest-Herk (West-Herk) genoemd. Onder Napoleontisch regime werd de naam Herck-la-Ville ingevoerd, ofwel: Herk-de-Stad, dit ter onderscheid van Sint-Lambrechts-Herk. Later werd het vertaald in Herk-de-Stad, maar de stad verloor in België zijn stadsrechten. In 1985 werden deze bij koninklijk besluit hersteld.

## Geschiedenis
Sporen duiden erop dat er reeds tijdens de Romeinse Tijd een nederzetting geweest moet zijn. De ligging langs de handelsweg Brugge-Keulen duidt op het belang ervan.
In 1107 wordt in een pauselijk document de naam Harke vermeld. In 1338 werd koning Eduard II van Engeland er tot vicaris van het keizerrijk aangesteld. Hij zou de keizer vervangen bij diens overlijden of bij afwezigheid. Herk floreerde in de 14e en 15e eeuw en werd reeds in de 14e eeuw versterkt (voor het eerst vermeld in 1389). Herk-de-Stad was een van de Goede Steden van het graafschap Loon. Het kreeg in 1386 zijn stadsrechten van de prins-bisschop van Luik. Er waren twee burgemeesters, tien raadsleden en vijf ambachten. De schepenen spraken vanaf 1417 Luiks recht voor de binnenkuip van de stad en Loons recht voor de buitengelegen gehuchten. Voor het Luiks recht trad de schepenbank van Luik op. Voor het Loons recht de buitenbank van Bilzen. De parochie behoorde tot het bisdom Luik, aartsdekenij Haspengouw, dekenij Sint-Truiden. Het patronaatsrecht van de kerk was in het bezit van het kapittel van Onze-Lieve-Vrouw van Maastricht en was de moederkerk van Schulen en Wijer.
In 1971 werd Donk bij Herk-de-Stad gevoegd en in 1977 Schulen (waar Berbroek reeds bij hoorde sinds 1971).
De middeleeuwse stad is nog duidelijk herkenbaar aan het ruime marktplein en het eivormig patroon van de stadsomwalling dat bewaard bleef in de lanen die sind het begin van de 20e eeuw de ringweg vormen rond het stadscentrum. Er waren stadspoorten naar Sint-Truiden, Hasselt en Diest.
Aangezien in 1669, 1679 en 1781 stadsbranden plaatsvonden, ging veel van de oudere bebouwing verloren. De meeste woningen zijn tegenwoordig 19e-eeuws, al kunnen ze een oudere kern bezitten. Het stratenpatroon in de binnenstad bleef grotendeels behouden, op enkele wijzigingen na. Zo werd, na de aanleg van de Sint-Truidersteenweg in 1845, de Zoutbrugstraat de belangrijkste zuidelijke uitvalsweg, waar dat voorheen de Ridderstraat was.
Vanaf 1900 werd de stad een knooppunt van buurtspoorweglijnen met twee lijnen:
- 1 juli 1900: Hasselt - Herk-de-Stad, verlengd tot Halen op 7 augustus 1905.
- 15 mei 1913: Sint Truiden - Herk-de-Stad.[1]

De laatste trams reden op 25 januari 1948. In de begintijd was dit met stoomtrams en later werden reizigers vervoerd met dieselautorails.
Buiten de oude binnenstad ontstond lintbebouwing bij enkele gehuchten. Ten noorden van de stad verrees een bedrijventerrein, Daelemveld genaamd.

## Geografie
Herk-de-Stad is gelegen in het westen van Limburg langs de rivier Herk en halverwege de steenweg en spoorweg van Diest naar Hasselt (treinhalte in Schulen). Het gebied daalt langzaam af van het zuiden (55 m) naar de depressie van de Demervallei in het noorden (22 m). De bodems bestaan uit vochtige zandleemgronden en natte rivierklei. In het noorden ligt het Schulensbroek, een natuurlijk moerasgebied langs de Demer dat met de aanleg van de E314 vergroot werd tot het Schulensmeer.
Herk-de-Stad ligt op de grens van Vochtig-Haspengouw, Hageland en de Kempen.

### Deelgemeenten
| # | Naam         | Opp. (km²) | Inwoners (2020) | Inwoners per km² | NIS-code |
| - | ------------ | ---------- | --------------- | ---------------- | -------- |
| 1 | Herk-de-Stad | 20,29      | 6.271           | 309              | 71024A   |
| 2 | Donk         | 5,91       | 1.780           | 301              | 71024B   |
| 3 | Schulen      | 11,54      | 2.936           | 254              | 71024C   |
| 4 | Berbroek     | 5,30       | 1.663           | 314              | 71024D   |

### Overige kernen
Schakkebroek

### Aangrenzende gemeenten
| Aangrenzende gemeenten | Aangrenzende gemeenten | Aangrenzende gemeenten | Aangrenzende gemeenten | Aangrenzende gemeenten |
| ---------------------- | ---------------------- | ---------------------- | ---------------------- | ---------------------- |
|                        |                        | Lummen                 |                        |                        |
|                        |                        |                        |                        |                        |
| Halen                  | Hasselt                |                        |                        |                        |
|                        |                        |                        |                        |                        |
| Geetbets (Vl.-Brab.)   |                        |                        |                        | Nieuwerkerken          |

## Demografie

### Demografische evolutie voor de fusie
- Bron:NIS - Opm:1831 t/m 1970=volkstellingen op 31 december

### Demografische ontwikkeling van de fusiegemeente
Alle historische gegevens hebben betrekking op de huidige gemeente, inclusief deelgemeenten, zoals ontstaan na de fusie van 1 januari 1977.
- Bronnen:NIS, Opm:1831 tot en met 1981=volkstellingen; 1990 en later= inwonertal op 1 januari

| Inwoners van jaar tot jaar op 1 januari 1992 tot heden | Inwoners van jaar tot jaar op 1 januari 1992 tot heden | Inwoners van jaar tot jaar op 1 januari 1992 tot heden |
| jaar                                                   | Aantal                                                 | Evolutie: 1992=index 100                               |
| ------------------------------------------------------ | ------------------------------------------------------ | ------------------------------------------------------ |
| 1992                                                   | 10.899                                                 | 100,0                                                  |
| 1993                                                   | 11.033                                                 | 101,2                                                  |
| 1994                                                   | 11.121                                                 | 102,0                                                  |
| 1995                                                   | 11.283                                                 | 103,5                                                  |
| 1996                                                   | 11.382                                                 | 104,4                                                  |
| 1997                                                   | 11.435                                                 | 104,9                                                  |
| 1998                                                   | 11.476                                                 | 105,3                                                  |
| 1999                                                   | 11.574                                                 | 106,2                                                  |
| 2000                                                   | 11.615                                                 | 106,6                                                  |
| 2001                                                   | 11.590                                                 | 106,3                                                  |
| 2002                                                   | 11.629                                                 | 106,7                                                  |
| 2003                                                   | 11.609                                                 | 106,5                                                  |
| 2004                                                   | 11.597                                                 | 106,4                                                  |
| 2005                                                   | 11.663                                                 | 107,0                                                  |
| 2006                                                   | 11.795                                                 | 108,2                                                  |
| 2007                                                   | 11.874                                                 | 108,9                                                  |
| 2008                                                   | 11.960                                                 | 109,7                                                  |
| 2009                                                   | 12.081                                                 | 110,8                                                  |
| 2010                                                   | 12.219                                                 | 112,1                                                  |
| 2011                                                   | 12.264                                                 | 112,5                                                  |
| 2012                                                   | 12.316                                                 | 113,0                                                  |
| 2013                                                   | 12.330                                                 | 113,1                                                  |
| 2014                                                   | 12.390                                                 | 113,7                                                  |
| 2015                                                   | 12.463                                                 | 114,3                                                  |
| 2016                                                   | 12.608                                                 | 115,7                                                  |
| 2017                                                   | 12.694                                                 | 116,5                                                  |
| 2018                                                   | 12.661                                                 | 116,2                                                  |
| 2019                                                   | 12.636                                                 | 115,9                                                  |
| 2020                                                   | 12.650                                                 | 116,1                                                  |
| 2021                                                   | 12.716                                                 | 116,7                                                  |
| 2022                                                   | 12.756                                                 | 117,0                                                  |
| 2023                                                   | 12.817                                                 | 117,6                                                  |
| 2024                                                   | 12.841                                                 | 117,8                                                  |
| 2025                                                   | 12.927                                                 | 118,6                                                  |

## Politiek

### Structuur
De stad Herk-de-Stad ligt in het kieskanton Herk-de-Stad en het provinciedistrict Sint-Truiden, het kiesarrondissement Hasselt-Tongeren-Maaseik (identiek aan de kieskring Limburg).
| Herk-de-Stad     | Herk-de-Stad     | Supranationaal         | Nationaal                         | Nationaal          | Gemeenschap       | Gewest            | Provincie         | Arrondissement           | Provinciedistrict | Kanton          | Gemeente        |
| ---------------- | ---------------- | ---------------------- | --------------------------------- | ------------------ | ----------------- | ----------------- | ----------------- | ------------------------ | ----------------- | --------------- | --------------- |
| Administratief   | Niveau           | Europese Unie          | België                            | België             | Vlaanderen        | Vlaanderen        | Limburg           | Hasselt                  | Hasselt           | Hasselt         | Herk-de-Stad    |
| Administratief   | Bestuur          | Europese Commissie     | Belgische regering                | Belgische regering | Vlaamse regering  | Vlaamse regering  | Deputatie         | Deputatie                | Deputatie         | Deputatie       | Gemeentebestuur |
| Administratief   | Raad             | Europees Parlement     | Kamer van volksvertegenwoordigers | Vlaams Parlement   | Vlaams Parlement  | Vlaams Parlement  | Provincieraad     | Provincieraad            | Provincieraad     | Provincieraad   | Gemeenteraad    |
| Kiesomschrijving | Kiesomschrijving | Nederlands Kiescollege | Kieskring Limburg                 | Kieskring Limburg  | Kieskring Limburg | Kieskring Limburg | Kieskring Limburg | Hasselt-Tongeren-Maaseik | Sint-Truiden      | Herk-de-Stad    | Herk-de-Stad    |
| Verkiezing       | Verkiezing       | Europese               | Federale                          | Federale           | Vlaamse           | Vlaamse           | Provincieraads-   | Provincieraads-          | Provincieraads-   | Provincieraads- | Gemeenteraads-  |

### Geschiedenis

#### (Voormalige) Burgemeesters
| Tijdspanne | Tijdspanne  | Burgemeester                          |
| ---------- | ----------- | ------------------------------------- |
|            | 1823 - 1836 | Louis Claes                           |
|            | 1836 - 1848 | Joseph Chapelle                       |
|            | 1848 - 1872 | Pierre Vliegen (Katholieken)          |
|            | 1872 - 1884 | Lodewijk Vandersmissen (Kath. Partij) |
|            | 1885 - 1890 | Servais Truyens                       |
|            | 1890 - 1912 | Jan Lambrechts                        |
|            | 1913 - 1933 | Zacharie Warnants                     |
|            | 1933 - 1942 | Raymond Enckels                       |
|            | 1942 - 1944 | Gaston Gevers                         |
|            | 1944 - 1945 | Theophile Ectors                      |
|            | 1946 - 1947 | Emile Buset                           |

| Tijdspanne | Tijdspanne   | Burgemeester                 |
| ---------- | ------------ | ---------------------------- |
|            | 1948 - 1959  | Alfons Vreys (CVP)           |
|            | 1959 - 1961  | Désiré Vanerum               |
|            | 1961 - 1964  | Julien Windmolders           |
|            | 1965 - 1970  | Firmin Huygen (CVP)          |
|            | 1971 - 1976  | Joseph Minten (CVP)          |
|            | 1977 - 1982  | Henri Gilbert Ignoul (CVP)   |
|            | 1983 - 1989  | Henri Knuts (BSP)            |
|            | 1989 - 2000  | Firmin Steenbergen (SP)      |
|            | 2001 - 2010  | Paul Buekers (SP / sp.a HdS) |
|            | 2010 - 2012  | Danny Pauly (sp.a HdS)       |
|            | 2013 - 2018  | Bart Gruyters (CD&V)         |
|            | 2019 - heden | Bert Moyaers (sp.a/Vooruit)  |

#### Legislatuur 2024-2030
Burgemeester is Bert Moyaers (Vooruit). Hij leidt een coalitie bestaande uit Vooruit, Open Vld samen 3540 en N-VA. Samen vormen ze de meerderheid met 17 op 23 zetels.

#### Resultaten gemeenteraadsverkiezingen sinds 1976
| Partij of kartel     | Partij of kartel                                 | 10-10-1976 | 10-10-1976 | 10-10-1982 | 10-10-1982 | 9-10-1988 | 9-10-1988 | 9-10-1994 | 9-10-1994 | 8-10-2000 | 8-10-2000 | 8-10-2006 | 8-10-2006 | 14-10-2012 | 14-10-2012 | 14-10-2018 | 14-10-2018 | 13-10-2024 | 13-10-2024 |
| Stemmen / Zetels     | Stemmen / Zetels                                 | %          | 21         | %          | 21         | %         | 21        | %         | 21        | %         | 21        | %         | 21        | %          | 23         | %          | 23         | %          | 23         |
| -------------------- | ------------------------------------------------ | ---------- | ---------- | ---------- | ---------- | --------- | --------- | --------- | --------- | --------- | --------- | --------- | --------- | ---------- | ---------- | ---------- | ---------- | ---------- | ---------- |
|                      | CVP1 / CD&V-NieuwA / CD&V2                       | 44,331     | 10         | 40,931     | 10         | 25,311    | 5         | 20,81     | 4         | 20,471    | 4         | 30,04A    | 7         | 13,32      | 3          | 20,32      | 5          | 21,5A      | 5          |
|                      | VU1 / NIEUW2 / CD&V-NieuwA / N-VA-Nieuw3 / N-VA4 | -          |            | 12,361     | 2          | 20,561    | 4         | 18,92     | 4         | 17,572    | 3         | 30,04A    | 7         | 28,253     | 7          | 24,63      | 6          | 18,44      | 4          |
|                      | SP1 / sp.a HdS2 / sp.a3 / Vooruit4               | 27,871     | 6          | 35,971     | 8          | 39,941    | 10        | 42,581    | 10        | 41,21     | 10        | 40,292    | 9         | 34,782     | 9          | 22,43      | 6          | 29,84      | 8          |
|                      | PVV1 / VLD2 / Open Vld3 / Open Vld samen 35404   | -          |            | 10,741     | 1          | 14,191    | 2         | 14,762    | 3         | 20,762    | 4         | 19,832    | 4         | 19,353     | 4          | 21,63      | 5          | 18,94      | 5          |
|                      | Groen                                            | -          |            | -          |            | -         |           | -         |           | -         |           | -         |           | 4,32       | 0          | 6,3        | 1          | 3,8        | 0          |
|                      | He-He!                                           | -          |            | -          |            | -         |           | -         |           | -         |           | -         |           | -          |            | 4,8        | 0          | -          |            |
|                      | Vlaams Belang                                    | -          |            | -          |            | -         |           | -         |           | -         |           | 9,85      | 1         | -          |            | -          |            | 7,6        | 1          |
|                      | W.O.W.                                           | -          |            | -          |            | -         |           | 2,97      | 0         | -         |           | -         |           | -          |            | -          |            | -          |            |
|                      | GB                                               | 27,79      | 5          | -          |            | -         |           | -         |           | -         |           | -         |           | -          |            | -          |            | -          |            |
| Totaal stemmen       | Totaal stemmen                                   | 6398       | 6398       | 7231       | 7231       | 7729      | 7729      | 8338      | 8338      | 8821      | 8821      | 9056      | 9056      | 9305       | 9305       | 9598       | 9598       | 6898       | 6898       |
| Opkomst %            | Opkomst %                                        |            |            |            |            | 97,06     | 97,06     | 96,68     | 96,68     | 96,44     | 96,44     | 96,98     | 96,98     | 94,87      | 94,87      | 95,7       | 95,7       | 67,5       | 67,5       |
| Blanco en ongeldig % | Blanco en ongeldig %                             | 2,77       | 2,77       | 3,68       | 3,68       | 4,35      | 4,35      | 4,67      | 4,67      | 4,24      | 4,24      | 3,54      | 3,54      | 4,43       | 4,43       | 4,6        | 4,6        | 1,5        | 1,5        |

De zetels van de gevormde coalitie staan vetjes afgedrukt. De grootste partij staat in kleur.

## Bezienswaardigheden
- Dekenale Sint-Martinuskerk

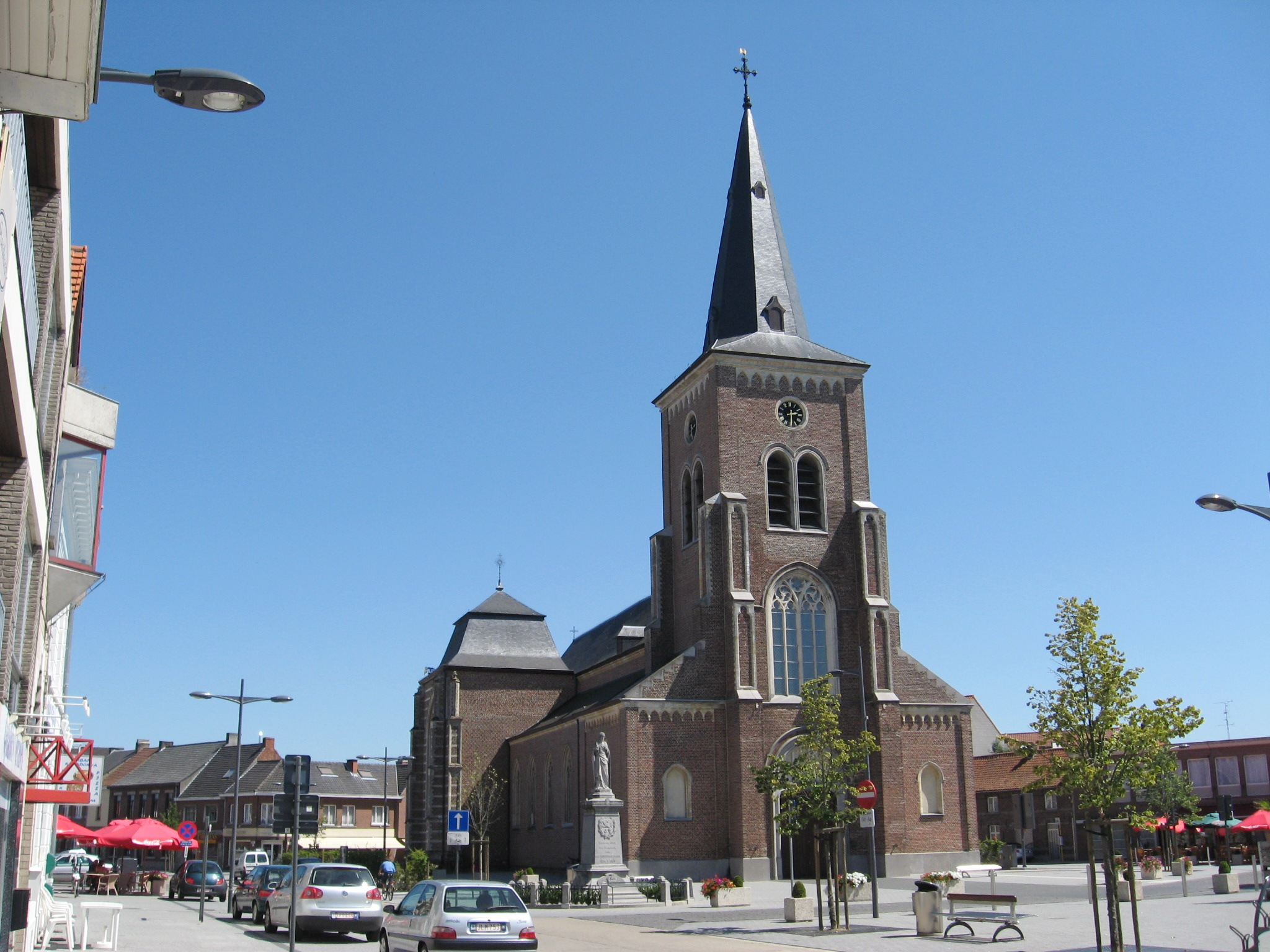
Dekenale Sint-Martinuskerk

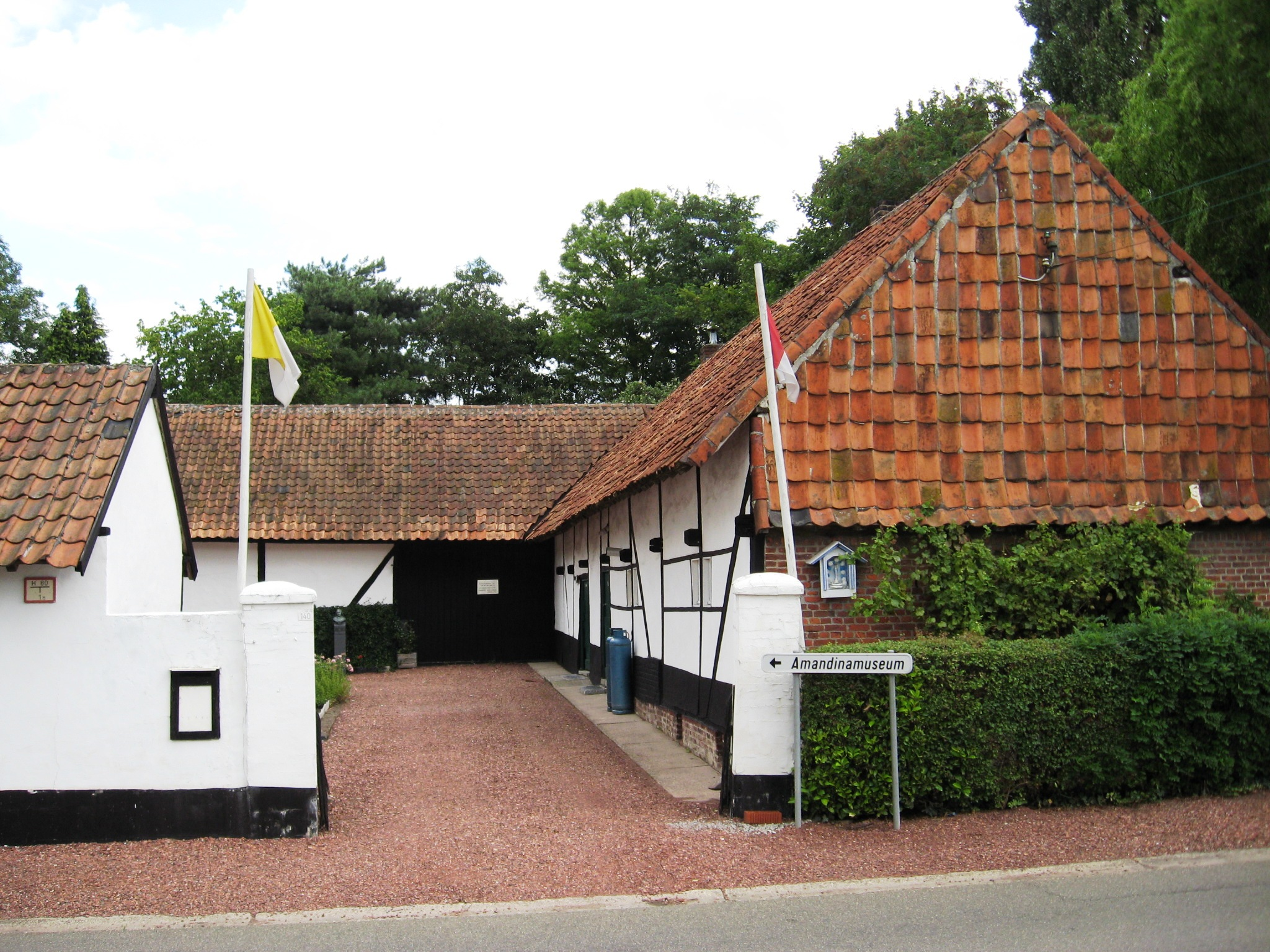
Amandinamuseum in Schakkebroek

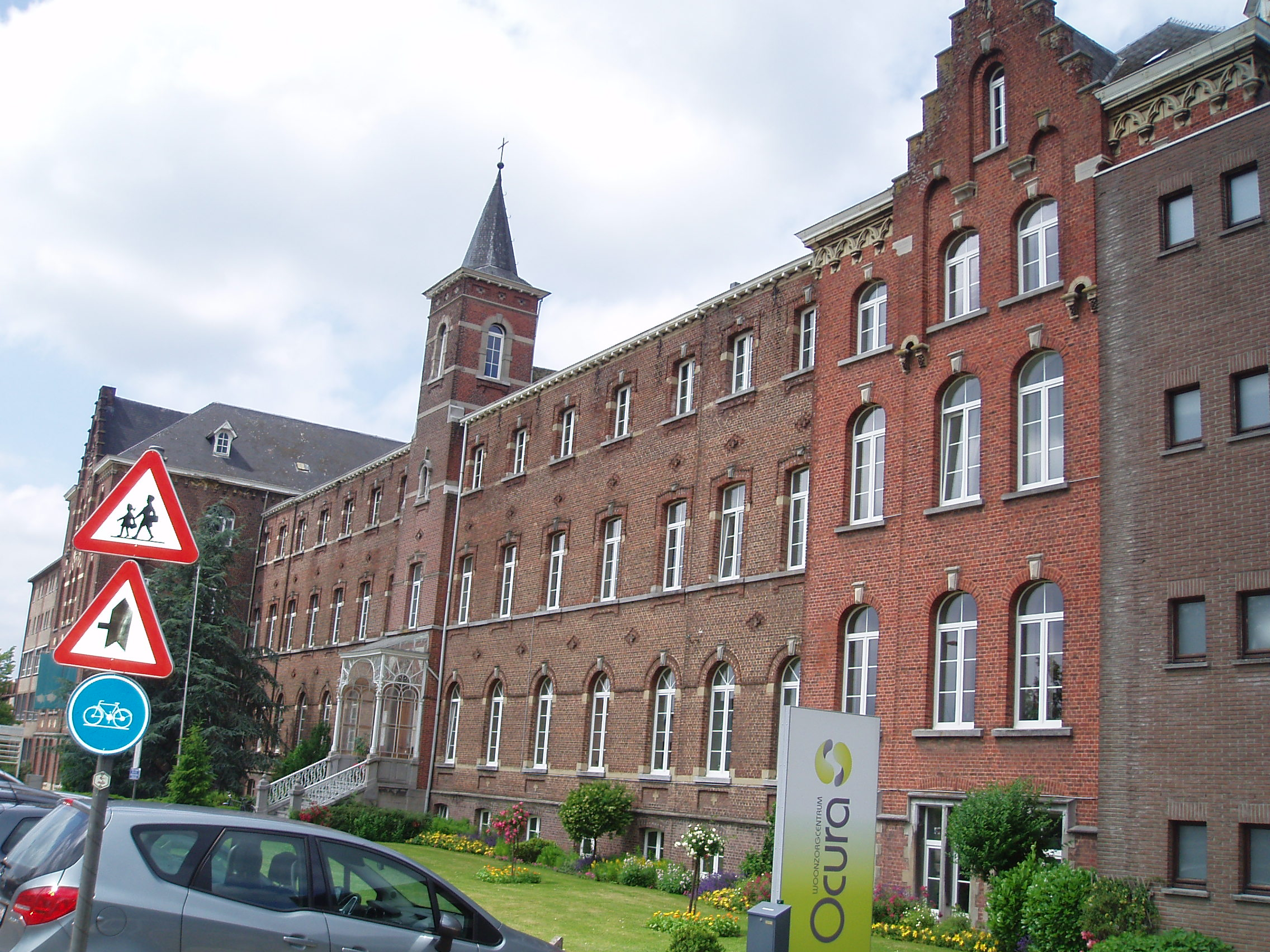
Ursulinenklooster

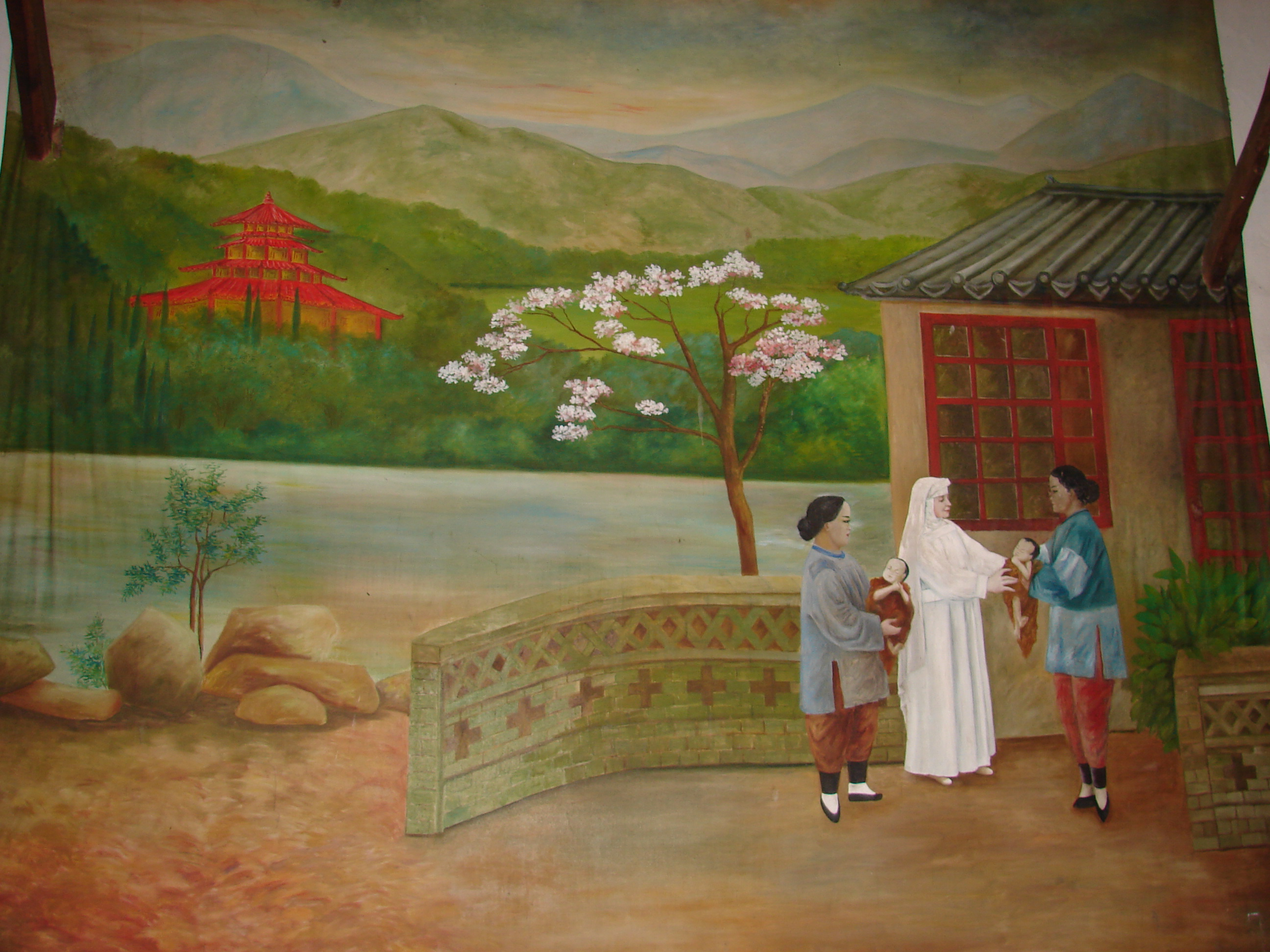
Schilderij van de heilige Amandina van Schakkebroek op haar missiepost in Taiyuan te China

- Kasteel de Pierpont (nu stadhuis met Engelse plantentuin: Olmenhof)
- Kasteel van Halbeek
- Wendelenhuis vernoemd naar Govaert Wendelen, die vermoedelijk op deze plaats geboren werd
- Ursulinenklooster
- Het perroen, heropgericht in 1986, toen Herk-de-Stad opnieuw stadsrecht kreeg.
- Het Wendelenmonument
- De Markthallen, het voormalig gemeentehuis

## Cultuur

### Dialect
Het Herkse dialect is een typisch Oostgetelands dialect met overwegend Limburgse kenmerken. Opvallend is het verschil tussen het 'Herkers' en het 'Skielens', het dialect van deelgemeente Schulen, dat meer aansluit met het Hasselts.
Een kenmerk van het Herkers is de lange 'ui' klank. Verder kan men in het Herkers van oudere sprekers kenmerken terugvinden die erg aansluiten met kenmerken van het Oud-Nederlands, een stadium waaraan andere dialecten reeds lang voorbij zijn. Voorbeelden hiervan zijn de negatie met en/'n, en de verbuiging van het zelfstandig naamwoord na een voorzetsel.

### Culinair
- Wijndomein De Caybergh, Belgische kwaliteitswijn uit Haspengouw
- Krikske Vuur, ambachtelijk gestookte vruchtenlikeur
- Geschenkmanden, deze zijn gevuld met Herkse specialiteiten en gadgets

## Economie
De stad heeft hoofdzakelijk een woonfunctie. In de kernen rond het oude stadsdeel is er veel agrarische bedrijvigheid. Industriële bedrijven zijn voornamelijk gegroepeerd in de zone tussen de steenweg Diest-Hasselt en de Herk. De stad kent momenteel een belangrijke toename van dag-, hoeve- en jeugdtoerisme. Het jaarlijkse festival Rock-Herk verwierf bekendheid wegens de gratis toegang. Het festival kwam in financiële problemen en moest de gratis toegang herzien, dankzij een crowdfunding bestaat het festival nog tot op heden, er moet nu wel inkom betaald worden, degenen die de crowdfunding hebben gesteund werden beloond met levenslang gratis toegang tot het festival dat jaarlijks een hoop festivalgangers naar Herk-de-Stad trekt.
Aan het marktplein bevindt zich De Markthallen, het Cultureel Centrum van de stad. Rondom de oude stadskern zijn er het Jessa-ziekenhuis, campus St.-Ursula en 2 secundaire scholen.

## Bekende personen
Bekende personen die geboren of woonachtig zijn of waren in Herk-de-Stad of een andere significante band met de gemeente hebben:

### Geboren
- Servaes Vaes (1608-1698), abt
- Govaert Wendelen (1580-1667), priester en sterrenkundige
- Amandina van Schakkebroek (1872-1900), missiezuster en heilige (echte naam: Pauline Jeuris)
- Jozef Van Wing (1884-1970), jezuïet, missionaris in Congo, auteur van "Etudes Bakongo", promotor van onderwijs en Congolese dekolonisatie
- Jan Gruyters, (1887-1970), politicus
- Alfons Borgers (1919-2001), wiskundige
- Miel Cools (1935-2013), zanger, gitarist en kleinkunstenaar
- Ludo Enckels (1956), schrijver van voornamelijk jeugdboeken
- Eric Vanderaerden (1962), wielrenner
- Karolien Grosemans (1970), Volksvertegenwoordiger N-VA(2010-...)
- Wilfried Cretskens (1976), wielrenner
- Annemie Coenen (1978), zangeres
- Kim Geybels (1981), arts en politica
- Krijn Van Koolwijk (1981), atleet
- Virginie Claes (1982), Miss België 2006
- Matias Raymaekers (1982), volleyballer
- Cynthia Reekmans (1982), model (ex-Miss Belgian Beauty 2005) en tv-presentatrice (TV Limburg)
- Pieter-Jan Van Oudenhove (1987), voetballer
- Rob Schoofs (1994), voetballer
- Casper De Norre (1997), voetballer

Alken · As · Beringen · Bilzen-Hoeselt · Bocholt · Bree · Diepenbeek · Dilsen-Stokkem · Genk · Gingelom · Halen · Hamont-Achel · Hasselt · Hechtel-Eksel · Heers · Herk-de-Stad · Herstappe · Heusden-Zolder · Houthalen-Helchteren · Kinrooi ·  Lanaken · Leopoldsburg · Lommel · Lummen · Maaseik · Maasmechelen · Nieuwerkerken · Oudsbergen · Peer · Pelt · Riemst · Sint-Truiden · Tessenderlo-Ham · Tongeren-Borgloon · Voeren · Wellen · Zonhoven · Zutendaal

België: Provincies · Gemeenten
Steden in Nederlands-Limburg (met stadsrechten): Echt · Gennep · Kessel · Maastricht · Montfort · Nieuwstadt · Roermond · Sittard · Susteren · Thorn · Valkenburg · Venlo · Weert · Wessem

Steden in Belgisch-Limburg (met stadsrechten): Beringen · Bilzen · Borgloon · Bree · Dilsen-Stokkem · Genk · Halen · Hamont-Achel · Hasselt · Herk-de-Stad · Lommel · Maaseik · Peer · Sint-Truiden · Tongeren

Plaatsen in Nederlands-Limburg (met stedelijke kenmerken): Arcen · Born · Eijsden · Heerlen · Kerkrade · Neeritter · Stein · Stevensweert · Urmond

Nederlands-Limburg: Steden en dorpen